# The windmills of your mind
The windmills of your mind is een lied waarvan de muziek is geschreven door Michel Legrand, de Engelse tekst werd geleverd door Alan en Marylin Bergman. De originele Franstalige versie heet Les moulins de mon cœur waarvan de tekst van Eddy Marnay is. Het thema lijkt afkomstig te zijn uit het Andante van de Sinfonia concertante voor viool en altviool van Wolfgang Amadeus Mozart (Köchelverzeichnis KV364).

## Noel Harrison
Noel Harrison zong de Engelstalige versie als leader bij de film The Thomas Crown Affair. Het lied viel in de prijzen bij de toekenning van de Academy Award voor beste originele nummer van 1968. Het lied werd vrij populair in Engeland getuige de achtste plaats die de single in veertien weken Britse Top 50 haalde. Het is dan al 1969. Er volgde al snel een aantal covers. Dusty Springfield zong het de Billboard Hot 100 in (hoogste notering 31) met B-kant I Don't Want to Hear it Anymore van Randy Newman. Ze nam het mee op haar album Dusty in Memphis. Ook Petula Clark zong het, toen bij de film Killing Them Softly.

### Hitnotering

#### NPO Radio 2 Top 2000
The windmills of your mind stond alleen in 2000 in de NPO Radio 2 Top 2000, op plek 1866.

## José Feliciano
Voor de Nederlandse hitparade is alleen de versie van José Feliciano van belang. Zijn versie verscheen in 1969 en haalde in zes weken notering de elfde plaats in de voorloper van de Nederlandse Single Top 100 en een dertiende plaats in 10 weken Nederlandse Top 40. Van België zijn geen cijfers bekend, er was in België nog geen hitparade. De B-kant was hier Work song van Oscar Brown, in Duitsland en Spanje I'll Be Your Baby Tonight, geschreven door Bob Dylan.
In de Radio 2 Top 2000 kwamen zowel de versie van Harrison als Feliciano voor.

### Hitnoteringen

#### Nederlandse Top 40
| Hitnotering: 11-10-1969 t/m 13-12-1969 | Hitnotering: 11-10-1969 t/m 13-12-1969 | Hitnotering: 11-10-1969 t/m 13-12-1969 | Hitnotering: 11-10-1969 t/m 13-12-1969 | Hitnotering: 11-10-1969 t/m 13-12-1969 | Hitnotering: 11-10-1969 t/m 13-12-1969 | Hitnotering: 11-10-1969 t/m 13-12-1969 | Hitnotering: 11-10-1969 t/m 13-12-1969 | Hitnotering: 11-10-1969 t/m 13-12-1969 | Hitnotering: 11-10-1969 t/m 13-12-1969 | Hitnotering: 11-10-1969 t/m 13-12-1969 | Hitnotering: 11-10-1969 t/m 13-12-1969 |
| Week:                                  | 1                                      | 2                                      | 3                                      | 4                                      | 5                                      | 6                                      | 7                                      | 8                                      | 9                                      | 10                                     |                                        |
| -------------------------------------- | -------------------------------------- | -------------------------------------- | -------------------------------------- | -------------------------------------- | -------------------------------------- | -------------------------------------- | -------------------------------------- | -------------------------------------- | -------------------------------------- | -------------------------------------- | -------------------------------------- |
| Positie:                               | 37                                     | 20                                     | 16                                     | 13                                     | 13                                     | 19                                     | 27                                     | 32                                     | 28                                     | 38                                     | uit                                    |

#### NederlandseSingle Top 100
| Hitnotering: 18-10-1969 t/m 29-11-1969 | Hitnotering: 18-10-1969 t/m 29-11-1969 | Hitnotering: 18-10-1969 t/m 29-11-1969 | Hitnotering: 18-10-1969 t/m 29-11-1969 | Hitnotering: 18-10-1969 t/m 29-11-1969 | Hitnotering: 18-10-1969 t/m 29-11-1969 | Hitnotering: 18-10-1969 t/m 29-11-1969 | Hitnotering: 18-10-1969 t/m 29-11-1969 | Hitnotering: 18-10-1969 t/m 29-11-1969 |
| Week:                                  | 1                                      | 2                                      | 3                                      | 4                                      | 5                                      | 6                                      | 7                                      |                                        |
| -------------------------------------- | -------------------------------------- | -------------------------------------- | -------------------------------------- | -------------------------------------- | -------------------------------------- | -------------------------------------- | -------------------------------------- | -------------------------------------- |
| Positie:                               | 25                                     | 17                                     | 12                                     | 11                                     | 24                                     | 24                                     | 29                                     | uit                                    |

#### NPO Radio 2 Top 2000
| Nummer met noteringen in de NPO Radio 2 Top 2000 | '99  | '00-'01 | '02  | '03 | '04  | '05  | '06  | '07 | '08  |
| ------------------------------------------------ | ---- | ------- | ---- | --- | ---- | ---- | ---- | --- | ---- |
| The windmills of your mind                       | 1666 | -       | 1786 | -   | 1682 | 1647 | 1482 | -   | 1946 |

1. ↑  Een '-' betekent dat het nummer niet was genoteerd en een vetgedrukt getal geeft de hoogste notering aan.
2. ↑  Deze tabel is bijgewerkt tot en met de laatste editie (2024).

## Overige covers
Een hele rij artiesten wist het lied te vinden:  All Angels, Tina Arena, Lill-Babs (in het Zweeds: Vinden I Min Själ), Pedro Biker, John Davidson, Dave Dee, Neil Diamond, Val Doonican, Esthero, Connie Evingson, Earl Grant, Terry Hall, Kiri Te Kanawa, Michel Legrand, Jason Mariano Kouchak, Barbara Lewis, Arthur Lyman, Sally Ann Marsh, Maureen McGovern, Meck, Farhad Mehrad, Eva Mendes, Nana Mouskouri, Alison Moyet,  Elaine Paige, Parenthetical Girls, Dianne Reeves, Rita Reys, Jimmie Rodgers, The Sandpipers, Sharleen Spiteri, Barbra Streisand, Swing Out Sister, Take 6, Grady Tate, Billy Paul, Vanilla Fudge, Vassilikos, Helena Vondráčková en Edward Woodward.
Gezien de Franse houding ten opzichte van Engelstalige liedjes verschenen er toch ook een behoorlijk aantal opnamen van de Franstalige versie. Frida Boccara, Grégory Lemarchal, Natalie Dessay, Didier Barbelivien, Amaury Vassili, Dany Brillant, Claude François, Noëlle Cordier, Michel Legrand, Caterina Valente, Jessye Norman en Julia Migenes gingen met het lied de geluidsstudio in. Voorts is er een Duitse versie van Udo Lindenberg onder de titel Unterm Säufermond en een Arabische door Hiba Tawaji, gearrangeerd door Oussame Rahbani. Herman van Veen zong een Nederlandstalige versie Cirkels. Helena Vondráčková zong de Tsjechische versie Můžeš Zůstat, Můžeš Jít. Henry Mancini arrangeerde het tot een instrumentaal nummer. Ook James Last maakte zijn eigen versie.
Een parodie op het lied was te horen in The Muppet Show (2e seizoen).
Een herhaling van zetten kwam in 1999, toen Sting het nummer zong in de The Thomas Crown Afair-remake uit 1999.